# Феодор (епископ Владимирский)
Епископ Феодор (ум. 1286/1287) — епископ Владимирский, Суздальский и Нижегородский. В большей части летописей он называется епископом «Володимерю и Суздалю», дважды епископом «Володимерю, и Суздалю, и Новугороду Нижнему», а также просто епископом Владимирским.
Почитается Русской православной церковью в лике святителей.

## Биография
Летописи называют его игуменом Константино-Еленинского монастыря. На владимирскую кафедру игумен Феодор был возведён в 1276 году митрополитом Всея Руси Кириллом III.
Святитель Феодор управлял Владимиро-Суздальской епархией около одиннадцати лет. Это было время особенно тяжёлое как для его паствы, так и для всей России.
Первое упоминание имени Святителя после поставления его во епископа относится к 1280 году, когда он сопровождал митрополита Кирилла III в поездке по Владимиро-Суздальской земле. В этом году митрополит посетил город Переяславль, и там вместе с ним находились наиболее приближённые к нему епископы, среди которых был и Феодор Владимирский. 7 декабря 1280 года в Переяславле митрополит Кирилл скончался, и его тело было перевезено во Владимир. Погребение же усопшего первосвятителя состоялось в Киеве, и там, в числе всех русских епископов, присутствовал и святитель Феодор и провожал его тело от Владимира до Киева.
В 1284 году епископ Владимирский вновь посетил древний Киев, это было вызвано тем, что только что возвратившийся из Орды митрополит Максим призвал к себе всех епископов. Известно, что на следующий год первосвятитель Максим сам посетил Владимиро-Суздальскую землю.
Последнее известие о святителе Феодоре относится к 1287 году. В этом году он скончался и был погребён во владимирском храме Успения Божией Матери.
Каменная гробница, в которой положен был епископ Феодор, поставлена была в возглавии гробницы святителя Серапиона. Уже в конце XIX гробницы епископа Феодора не существовало. На стене, возле которой находился гроб епископа Феодора, во время производившейся в 1884 году реставрации внутри собора, под слоем извести была открыта древняя надпись: «Мощи святого епископа Феодора Владимирского, положен в сем месте в 6974 году».